# 後藤勝元
後藤 勝元（ごとう かつもと、生没年不詳）は、戦国時代の武将。越後国上杉氏の家臣。新六、左京亮を称した。子に新六がいる。

## 略歴
初見資料は永禄8年（1565年）3月5日付の結城晴朝書状写（「伊勢古文書集」）で、勝元は越後上杉氏と結城氏、小山氏との間の取次を務めている。また、同年2月29日付蔵田紀伊守宛河田長親書状写（「伊勢古文書集」）には勝元に比定される可能性のある「左京亮」の名が見られる。
上杉謙信の関東侵攻後、倉賀野氏や河田氏ら上野国衆と共に上野国の守将となる。永禄12年（1569年）の越相同盟に際して活動が見られ、前年3月からの本庄繁長の乱においては蘆名氏のもとへ派遣されているほか、伊達氏との外交にも携わっている。元亀3年（1572年）には越相同盟の破綻により上杉氏は越後上田庄の上田衆を越中国に配置し、代わりに栃尾衆を上田庄に配置されている。勝元は栃尾衆を率いて上田庄坂戸城（新潟県南魚沼市）に在城しており（東京大学史料編纂所所蔵栗林文書）、天正2年（1574年）2月5日付上杉謙信書状（「後藤文書」）に拠れば上野における軍事行動が行われている。
天正5年（1577年）の奥付を持つ｢上杉家家中名字尽手本｣（『新潟県史』資料編所載）には｢後藤左京亮｣として記載があり、北条高広・景広、那波顕宗に次いで記載されている。天正6年の上杉謙信死去の前後に出家しているが、法名は不詳。
天正6年（1578年）、謙信死後の御館の乱の際には上野国防衛を放棄し越後へ帰国し、当初は上杉景勝につき（天正6年上杉景勝書状写「覚上公御書集」）、後に景虎方に転身し（天正6年北条氏政書状写『武家事紀』）、蒲沢城（南魚沼市）を拠点に北条高広・河田重親ら景勝方の武将と協力し景勝方と敵対した。翌天正7年2月には蒲沢城が落城し上田庄は景勝方に制圧され、3月17日には御館城が落城し景虎は自害した。
その後は景勝に信任され、越後統一のため奔走する。景勝の佐渡平定の際には両本間氏の内乱の調停に入った。上杉家はこの調停の直前に、佐渡仕置の勧告もしていたが、結局調停は失敗し武力制圧することとなった。

## 参考
- 『越後上杉一族』（花ヶ前盛明、新人物往来社、2005年）
- 『上杉景勝のすべて』新装版（花ヶ前盛明、新人物往来社、2008年）
- 栗原修「上杉氏支配の展開と部将の自立化」『群馬文化』245号、1996年、のち『戦国期上杉・武田氏の上野支配』に収録